# Jordan Torunarigha
Jordan Torunarigha, född 7 augusti 1997 i Chemnitz, är en tysk-nigeriansk fotbollsspelare som spelar för Gent. 
Torunarigha är son till Ojokojo Torunarigha, före detta landslagsspelare i Nigeria. Han är också bror till Junior Torunarigha som även han är aktiv fotbollsspelare.

## Klubbkarriär
Den 28 januari 2022 lånades Torunarigha ut av Hertha Berlin till belgiska Gent. Den 19 juli 2022 blev det en permanent övergång till Gent för Torunarigha som skrev på ett treårskontrakt.

## Landslagskarriär
Vid olympiska sommarspelen 2020 i Tokyo spelade Torunarigha samtliga tre gruppspelsmatcher, där Tyskland blev utslagna i gruppspelet.